# Ong Ewe Chye
Ong Ewe Chye (* 1. Juni 1965) ist ein ehemaliger malaysischer Badmintonspieler.

## Karriere
Ong Ewe Chye gewann 1990 die Canada Open im Herrendoppel mit Rahman Sidek. Im gleichen Jahr siegten beide auch bei den German Open. 1991 erkämpfte sich Ong Ewe Chye bei den Südostasienspielen im Mixed mit Tan Sui Hoon die Bronzemedaille. Bei der Asienmeisterschaft 1992 wurde er erneut Dritter, diesmal jedoch wieder im Herrendoppel mit Rahman Sidek.

## Sportliche Erfolge
| Saison | Veranstaltung      | Disziplin    | Platz | Name                        |
| ------ | ------------------ | ------------ | ----- | --------------------------- |
| 1990   | Canada Open        | Herrendoppel | 1     | Ong Ewe Chye / Rahman Sidek |
| 1990   | German Open        | Herrendoppel | 1     | Ong Ewe Chye / Rahman Sidek |
| 1991   | Südostasienspiele  | Mixed        | 3     | Ong Ewe Chye / Tan Sui Hoon |
| 1992   | Asienmeisterschaft | Herrendoppel | 3     | Ong Ewe Chye / Rahman Sidek |